# Coppa Intercontinentale 1971 (calcio)
La Coppa Intercontinentale 1971 è stata la dodicesima edizione del trofeo riservato alle squadre vincitrici della Coppa dei Campioni e della Coppa Libertadores.

## Avvenimenti
Prima ancora dello svolgimento effettivo degli incontri, la squadra vincitrice della Coppa dei Campioni, l'Ajax di Amsterdam, si ritirò dalla competizione, memore dei disordini avvenuti durante la Coppa Intercontinentale 1970 tra Estudiantes e Feyenoord. A rappresentare l'Europa fu dunque il Panathinaikos, sodalizio greco che aveva terminato la Coppa al secondo posto. La prima gara si tenne il 15 dicembre nella capitale Atene, e vide le due squadre pareggiare per 1-1: al gol di Fylakouris al 48º rispose prontamente Artime quattro minuti dopo. L'arbitro brasiliano José Favilli Neto espulse Julio Morales del Nacional dopo l'intervento che causò una frattura al greco Tomaras, che dovette pertanto essere sostituito; in precedenza, anche l'attaccante Kouvas del Panathinaikos aveva subìto un duro colpo, per cui uscì dal campo al 20º minuto. La partita di ritorno fu giocata nel clima torrido (34 gradi) dello stadio Centenario di Montevideo, in Uruguay, e stabilì il record di spettatori per tale impianto; l'incontro fu deciso dalla doppietta di Artime, che fu dunque l'unico realizzatore del Nacional nell'Intercontinentale del 1971.
Nel 2017, la FIFA ha equiparato i titoli della Coppa del mondo per club e della Coppa Intercontinentale, riconoscendo a posteriori anche i vincitori dell'Intercontinentale come detentori del titolo ufficiale di "campione del mondo FIFA", inizialmente attribuito soltanto ai vincitori della Coppa del mondo per club.

## Tabellino

### Andata
| Arbitro: | Favilli Neto |

| |            | |
| Fylakouris 48’ | Marcatori  | 52’ Artime |
| · Ikonomoupulos 1 P 61’ Tomaras 2 D Kapsis 3 D Sourpis 4 D Athanassopoulos 5 D Eleftherakis 6 C Filakouris 7 C Dimitriou 8 C Antoniadis 9 A Domazos 10 A 20’ Kouvas 11 A A disposizione: · 20’ Deligiannis ? C 61’ Vlachos 12 D | Formazioni | · P 1 Manga D 2 Masnik D 3 Brunell C 4 Ubiñas C 5 Montero Castillo C 6 Blanco C 7 Cubilla C 8 Maneiro A 9 Espárrago A 10 Artime A 11 Morales 60’ A disposizione: · C 12 Duarte |
| Puskás | Allenatori | Etchamendi |

### Ritorno
| Arbitro: | Mackenzie |

| |            | |
| Artime 34’, 75’ | Marcatori  | 90’ Fylakouris |
| · Manga 1 P Masnik 2 D Brunell 3 D Ubiñas 4 D Montero Castillo 5 D Blanco 6 C 80’ Cubilla 7 C Maneiro 8 C Espárrago 9 A Artime 10 A 71’ Mamelli 11 A A disposizione: · 71’ Bareño 12 D 80’ Mujica 13 D | Formazioni | · P 1 Ikonomoupulos D 2 Mitropoulos D 3 Kapsis C 4 Sourpis C 5 Athanassopoulos C 6 Eleftherakis C 7 Kamaras 43’ C 8 Dimitriou A 9 Antoniadis A 10 Domazos A 11 Kouvas A disposizione: · C 12 Fylakouris 43’ |
| Etchamendi | Allenatori | Puskás |